# Xã Pawhuska, Quận Camden, Missouri
Xã Pawhuska (tiếng Anh: Pawhuska Township) là một xã thuộc quận Camden, tiểu bang Missouri, Hoa Kỳ. Năm 2010, dân số của xã này là 7.785 người.